# Shmagi Bolkvadze
Shmagi Bolkvadze (em georgiano:  შმაგი ბოლქვაძე; Khulo, 26 de julho de 1994) é um lutador de estilo greco-romana georgiano, medalhista olímpico.

## Carreira
Bolkvadze competiu na Rio 2016, na qual conquistou a medalha de bronze, na categoria até 66 kg.